# Warg
Les Wargs (ou Ouargues dans la version française du Seigneur des anneaux) sont des créatures de fiction appartenant à l'univers de la Terre du Milieu de l'écrivain britannique J. R. R. Tolkien, apparaissant notamment dans son premier roman, Bilbo le Hobbit, publié en 1937.

## Caractéristiques
Ils sont décrits comme des sortes de loups plus grands que la moyenne au service de Sauron.

## Histoire
Dans la mythologie nordique, le terme warg correspond à des loups mythologiques nommés Fenrir, Sköll et Hati. Ce terme désigne donc avant tout de grands loups.
Ces loups servent aussi de monture à des créatures humanoïdes plus ou moins dangereuses. Pour exemple, Gunnr (l'un des Valkyries de la mythologie nordique) chevauchait un loup. Ainsi, de nombreuses figures issues de la mythologie nordique chevauchent de grand loups ou Warg (vargr).
Dans Le Seigneur des anneaux, ils attaquent la Communauté de l'Anneau en Eregion, après leur tentative d'escalader le Caradhras. Legolas les met une première fois en déroute en tuant leur chef ; Gandalf une seconde fois en faisant prendre feu à toutes les cimes des arbres de la forêt ; ils sont identifiés comme n'étant « pas des loups ordinaires » lorsque les membres de la Compagnie ne retrouvent pas le moindre corps.
Les Orques de Saroumane montent également de grands loups, mais le terme de Warg n'est pas employé pour les désigner.

## Adaptations
Dans l'adaptation cinématographique Le Seigneur des anneaux : Les Deux Tours de Peter Jackson, une attaque de Wargs a été organisée par Saroumane pour mettre en déroute les troupes du Rohan en partance pour le Gouffre de Helm. Durant la bataille, Aragorn passe par-dessus une falaise, ce qui fait croire à sa mort. Ils ressemblent plus à de grandes hyènes possédant une vue panoramique. Ils apparaissent également dans l'adaptation Le Seigneur des anneaux : Le Retour du roi où l'on peut voir Gothmog, le second du Roi-Sorcier, chevaucher un Warg pour aller en première ligne de ses troupes. On peut également voir d'autres Wargs, sans cavaliers, lors de la bataille à l'intérieur de Minas Tirith, s'en prenant sauvagement à des soldats du Gondor.
Dans Le Hobbit : Un voyage inattendu, les Wargs sont plus profilés comme des chiens sauvages. Lors d'une nuit dans les ruines, on peut les voir émettre un  Tapetum lucidum. Le chef des orques, Azog le profanateur, possède un Warg blanc, ce qui le différencie des autres Wargs bruns.